# Tougué-Peulh
Pour les articles homonymes, voir Tougué (homonymie).
Ne doit pas être confondu avec Tougué-Mossi ou Tougué-Yarcé.
Tougué-Peulh est une localité située dans le département de Tangaye de la province du Yatenga dans la région Nord au Burkina Faso.

## Géographie
Tougué-Peulh se trouve à 1 km au sud de Tougué-Mossi, à environ 15 km à l'ouest de Tangaye, le chef-lieu du département, et à environ 30 km à l'ouest du centre de Ouahigouya.
Le village, peuplé historiquement essentiellement de populations Peulh, constitue un ensemble avec les villages indépendants de Tougué-Mossi et Tougué-Yarcé.

## Histoire
Depuis 2019, des groupes armés extérieurs ont réalisé à plusieurs reprises des menaces et intimidations sur la population de Tougué-Peulh et Tougué-Mossi. En juillet 2020, des attaques armées non identifiées ont eu lieu sur différents villages du secteur, dont Tougué, entrainant le déplacement en urgence d'une partie de sa population vers Tangaye et Ouahigouya.

## Santé et éducation
Le centre de soins le plus proche de Tougué-Peulh est le centre de santé et de promotion sociale (CSPS) de Tougué-Mossi tandis que le centre hospitalier régional (CHR) se trouve à Ouahigouya.
L'école la plus proche est l'école primaire publique de Tougué-Mossi.